# Сиви китове
Сивите китове (Eschrichtiidae) са семейство беззъби китове (Parvorder Mysticeti) с единствен съществуващ вид, сивият кит (Eschrichtius robustus), както и четири описани фосилни рода: Archaeschrichtius (от миоцена), Glaucobalaena и Eschrichtioides (от плиоцена) в Италия, и Gricetoides от плиоцена на Северна Каролина, САЩ. Някои филогенични изследвания считат, че това семейство не е самостоятелна таксономична единица, а неговите членове са част от клон Ивичести китове (Balaenopteridae). Съществуващият род и семейство носят името на датския зоолог Даниел Ешрихт.

## Еволюция
Вкаменелости от Eschrichtiidae са открити във всички големи океански басейни в Северното полукълбо и се смята, че семейството датира от късния миоцен. Днес сивите китове се срещат само в северната част на Тихия океан, но популация е присъствала и в северната част на Атлантическия океан, преди да бъде изтребена от европейските китоловци през XVII век.

### Цитирана литература
- Bisconti, M. (2008). "Morphology and phylogenetic relationships of a new eschrichtiid genus (Cetacea: Mysticeti) from the Early Pliocene of northern Italy". Zoological Journal of the Linnean Society. 153: 161–186. doi:10.1111/j.1096-3642.2008.00374.x, OCLC 438026086.
- Bisconti, M.; Varola, A. (2006). "The oldest eschrichtiid mysticete: and a new morphological diagnosis of Eschrichtiidae (gray whales)". (PDF). Rivista Italiana di Paleontologia e Stratigrafia. 112 (3): 447–457.
- Jones, M. L.; Swartz, S. L. (2008). "Gray whale". In Perrin, William F.; Würsig, Bernd; Thewissen, J. G. M. (eds.). Encyclopedia of Marine Mammals. Academic Press. pp. 503 – 511. ISBN 978-0-12-373553-9.
- Pyenson, N. D.; Lindberg, D. R. (2011). "What Happened to Gray Whales during the Pleistocene? The Ecological Impact of Sea-Level Change on Benthic Feeding Areas in the North Pacific Ocean". PLOS ONE. 6 (7): e21295. doi:10.1371/journal.pone.0021295.

|  | Тази страница частично или изцяло представлява превод на страницата Eschrichtiidae в Уикипедия на английски. Оригиналният текст, както и този превод, са защитени от Лиценза „Криейтив Комънс – Признание – Споделяне на споделеното“, а за съдържание, създадено преди юни 2009 година – от Лиценза за свободна документация на ГНУ. Прегледайте историята на редакциите на оригиналната страница, както и на преводната страница, за да видите списъка на съавторите. ВАЖНО: Този шаблон се отнася единствено до авторските права върху съдържанието на статията. Добавянето му не отменя изискването да се посочват конкретни източници на твърденията, които да бъдат благонадеждни. |